# 結城崇史
結城 崇史（ゆうき たかふみ ）は映画・テレビプロデューサー。

## 来歴・人物
神奈川県立横須賀高等学校卒業。青山学院大学卒業。米大学留学・卒業後レコード会社に就職し、一瞬東京勤務のち１ヶ月でロサンゼルス駐在。
ロサンゼルス駐在中に当時のマルチメディアブームの波でコンピュータグラフィックスも学ぶためにシリコングラフィックス社に派遣。その時初めて、CGおよびVFXに触れる。NHKのテレビドラマ『坂の上の雲』のVFX及び海外制作のプロデューサー。InterBEEアジアコンテンツフォーラムディレクター。

## 参加した作品
- 坂の上の雲 (テレビドラマ)（2009年〜2011年）VFXプロデューサー/海外制作プロデューサー
- 負けて勝つ（2012年）VFXプロデューサー/キャスティングプロデューサー
- 八重の桜 （2013年） VFXプロデューサー/海外制作プロデューサー
- サイレント・プア（2014年) VFXプロデューサー
- ボーダーライン（2014年) VFXプロデューサー
- 特集ドラマ 生きたい たすけたい（2014年) VFXプロデューサー
- 2030 かなたの家族（2015年) VFXプロデューサー
- 進撃の巨人（2015年) VFX
- 真田丸（2016年） VFXプロデューサー
- 海底の君へ（2016年）VFXプロデューサー
- 聖の青春（2016年）VFX
- 精霊の守り人（2016年〜2018年) プロデューサー/VFXプロデューサー
- 東京裁判（2016年）プロデューサー
- Ah Boys to Men 4（2017年）プロデューサー
- どこにもない国（2018年)VFXプロデューサー/海外制作プロデューサー
- 曇天に笑う（2018年）VFX
- いだてん〜東京オリムピック噺〜 (2019年) VFXプロデューサー/海外制作プロデューサー
- パラレル東京（2019年）VFX
- NEC LAVIE VEGA 「CREATOKYO VEGA 解放篇」（2020年）
- 天使にリクエストを〜人生最後の願い〜 (2020年) VFXプロデューサー
- 鎌倉殿の13人 (2022年) プロデューサー(VFX/DX担当）
- 舞いあがれ! (2022年 - 2023年) プロデューサー(VFX/DX担当）
- 桜色の風が咲く (2022年) 製作総指揮・プロデューサー
- 新宿野戦病院（2024年）VFXプロデューサー
- アズワン / AS ONE (2025年) 製作総指揮・プロデューサー

## 書籍
- 結城崇史『プロジェクト魂 本気で仕事に打ち込む幸せ』WAVE出版、2013年11月25日。ISBN 978-4-87290-629-5